# 妮歌·寧列特
妮可·寧列特（英語：Nicole Linkletter，1985年2月27日—），美國模特兒，她是《超級名模生死鬥第五季》的冠軍。

## 個人生平
妮歌於1985年2月27日在北達科塔州出生。

## 個人事業
妮歌勝出《全美超級模特兒新秀大賽》後，與福特模特兒公司簽約，她於2006年離開福特，並與Elite模特兒公司簽約。現在所屬的公司是Nous Model Management

## 其他資料
- 她有一個妹妹。
- 第六季參賽者Kari與她是表姐妹
- 她很適合穿高級時裝。
- 高度：5'10"
- 三圍：31-24-35
- 眼睛顏色：藍色 (她是唯一一位擁有藍色眼睛的勝出者)
- 頭髮顏色：深褐色

## 外部連結
- 妮歌的ANTM資料（页面存档备份，存于）